# Filina
Filina (en griego antiguo: Φίλιννα) fue una princesa de la Antigua Grecia, quinta esposa del rey Filipo II.
Según el testimonio de Ateneo, que a su vez cita a Sátiro el peripatético, Filina era originaria de Larisa, en Tesalia. Es probable, como deja entender Ateneo, que el matrimonio con Filipo estuviera motivado por una alianza dinástica, como sucedió con sus otras consortes, Nicesípolis, noble de Tesalia; Audata, princesa de Iliria; Fila, hija del rey de Elimea; Meda de Odesa, princesa tracia; y Olimpia de Epiro, hija del rey de Epiro.
Ateneo registra el nombre de Filina en el cuarto lugar en la lista de mujeres del rey macedonio, después de Nicesípolis, y antes de Olimpia, aunque se sabe que el matrimonio de ésta había sido antes que el de Filina.
La boda tuvo lugar, probablemente entre 358 a. C. y 357 a. C. De ella, tuvieron a Filipo III, sucesor de su célebre medio hermano, Alejandro Magno en el trono de Macedonia, junto con el hijo de éste, Alejandro IV. Dado que Alejandro Magno nació en 356 a. C., se puede decir que Filipo III y Alejandro Magno fueron coetáneos, aunque no se sabe quién nació primero.
Plutarco testimonia que Filina fue una mujer de origen oscuro, mientras que Marco Juniano Justino dice que era bailarina (latín, saltatrix), incluso insinúa que fue prostituta (latín, scortum). Ateneo cita un fragmento de Ptolomeo de Agesarco, que confirma la profesión de bailarina, y que se trataba de una amante, no de una esposa del rey macedonio.
Los historiadores modernos se inclinan a considerar que estas afirmaciones sobre Filina se deben a la propaganda destinada a desacreditar a su hijo Filipo III, para evidenciar la ilegitimidad de su pretensión. Parece más probable, como dice Ateneo, que tanto Filina como Nicesípolis fueran nobles tesalias, que pudieran reforzar la alianza con Tesalia.